# 普拉特·惠特尼加拿大公司
普拉特·惠特尼加拿大（英語：Pratt & Whitney Canada，簡稱或）公司是一間總部設於加拿大魁北克隆格伊的航空發動機生產商。它是美國普拉特·惠特尼的分支，普拉特·惠特尼加拿大負責提供生產較小型的飛機引擎，而大形飛機引擎則由美國普拉特·惠特尼生產。尽管只是普拉特·惠特尼的一个部门，但普惠加拿大拥有自己的引擎研究、开发和市场营销部门，目前该公司有9,200名全球雇员，其中有6,200人在加拿大。

## 歷史
普拉特·惠特尼加拿大创办于1928年11月，当时是作为普莱特和惠特尼飞机引擎的服务中心。
二战期间，它负责组装在美国生产的普惠黄蜂系列发动机。1952年黄蜂系列发动机的生产线被转移到了P&WC，所以普莱特和惠特尼能够集中精力研发喷气式发动机。
在20世纪50年代末，由普拉特·惠特尼加拿大的12名引擎工程师组成的团队在加拿大开始研制第一款小型涡槳引擎普惠PT6，首个样品在1963年交付给了客户。
1962年，公司更名为加拿大联合飞机公司，并且沿用至1975年。

## 產品
- 普惠加拿大JT15D（英语：Pratt & Whitney Canada JT15D）
- 普惠PT6
- 普惠加拿大PT6T（英语：Pratt & Whitney Canada PT6T）
- 普惠加拿大PW100（英语：Pratt & Whitney Canada PW100）
- 普惠加拿大PW200（英语：Pratt & Whitney Canada PW200）
- 普惠加拿大PW300（英语：Pratt & Whitney Canada PW300）
- 普惠加拿大PW500（英语：Pratt & Whitney Canada PW500）
- 普惠加拿大PW600（英语：Pratt & Whitney Canada PW600）
- 普惠加拿大PW800（英语：Pratt & Whitney Canada PW800）

## 機隊

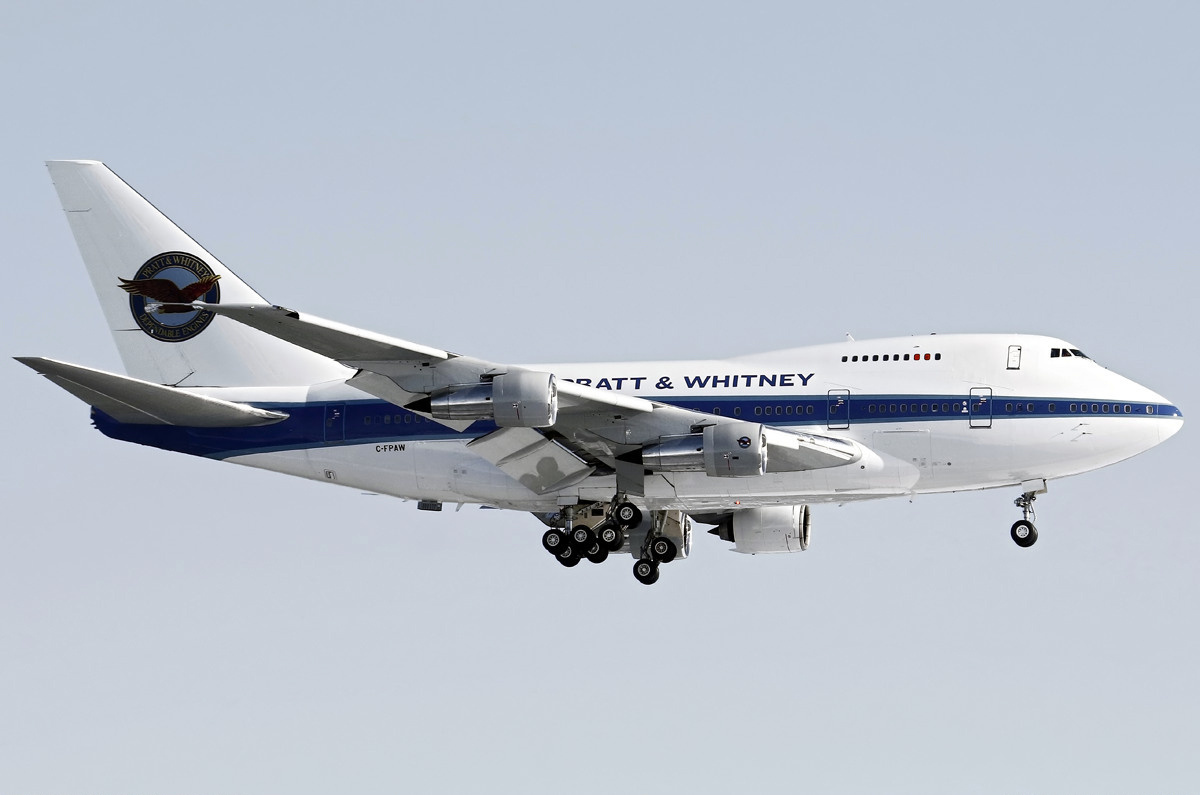
裝載普惠PW1000G發動機的波音747SP測試平台

- 波音747SP ×2
- 德哈維蘭加拿大DHC-8 ×1
- 費爾柴爾德-多尼爾328JET（英语：Fairchild Dornier 328JET） ×1
- 塞斯納獎狀XLS（英语：Cessna Citation XLS） ×1

## 外部連結
- PWC company website （页面存档备份，存于）
- The role of Elvie Smith （页面存档备份，存于）
- JT12

Template:Pratt & Whitney Canada aeroengines

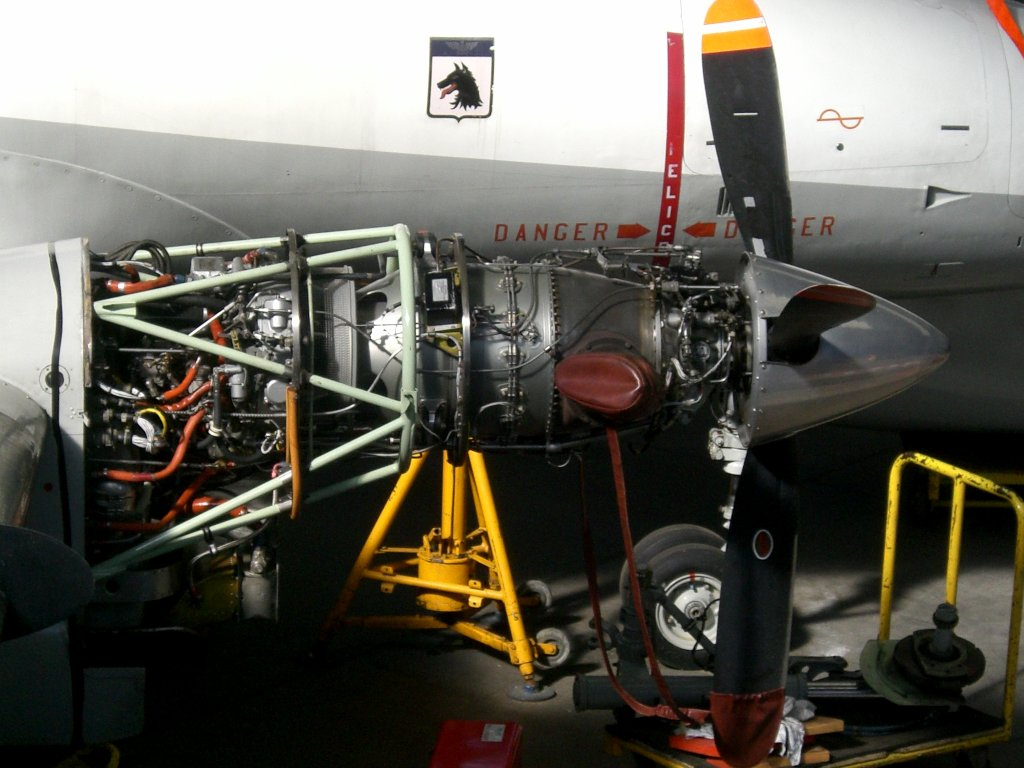
普惠PT6

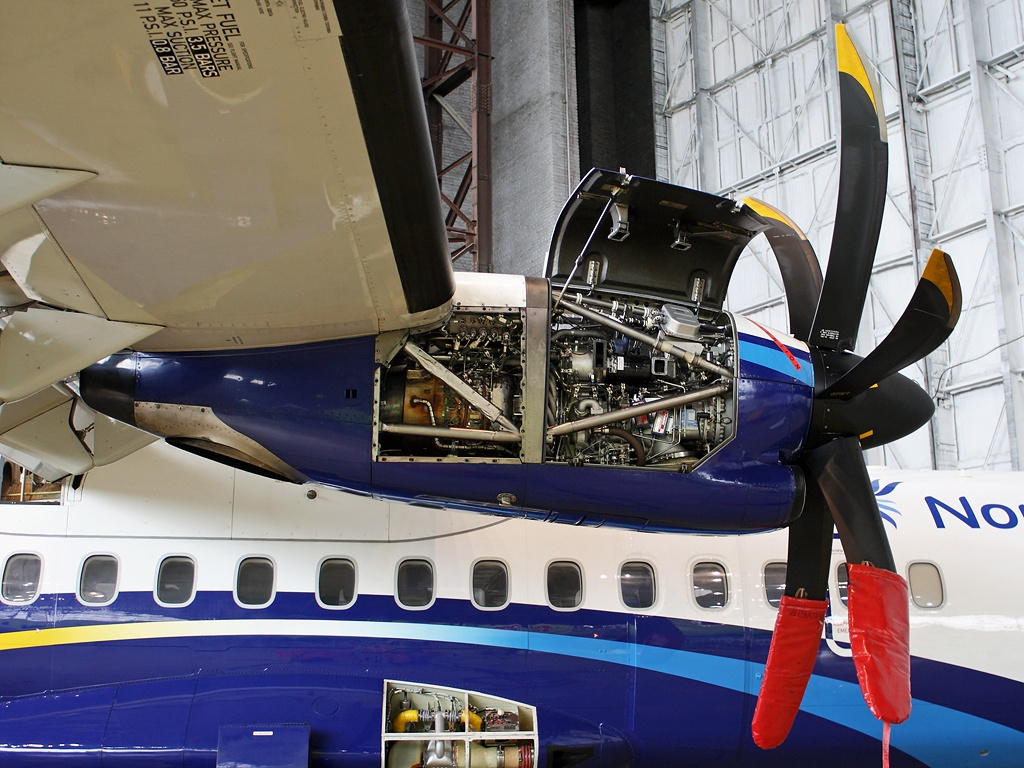
普惠PW120

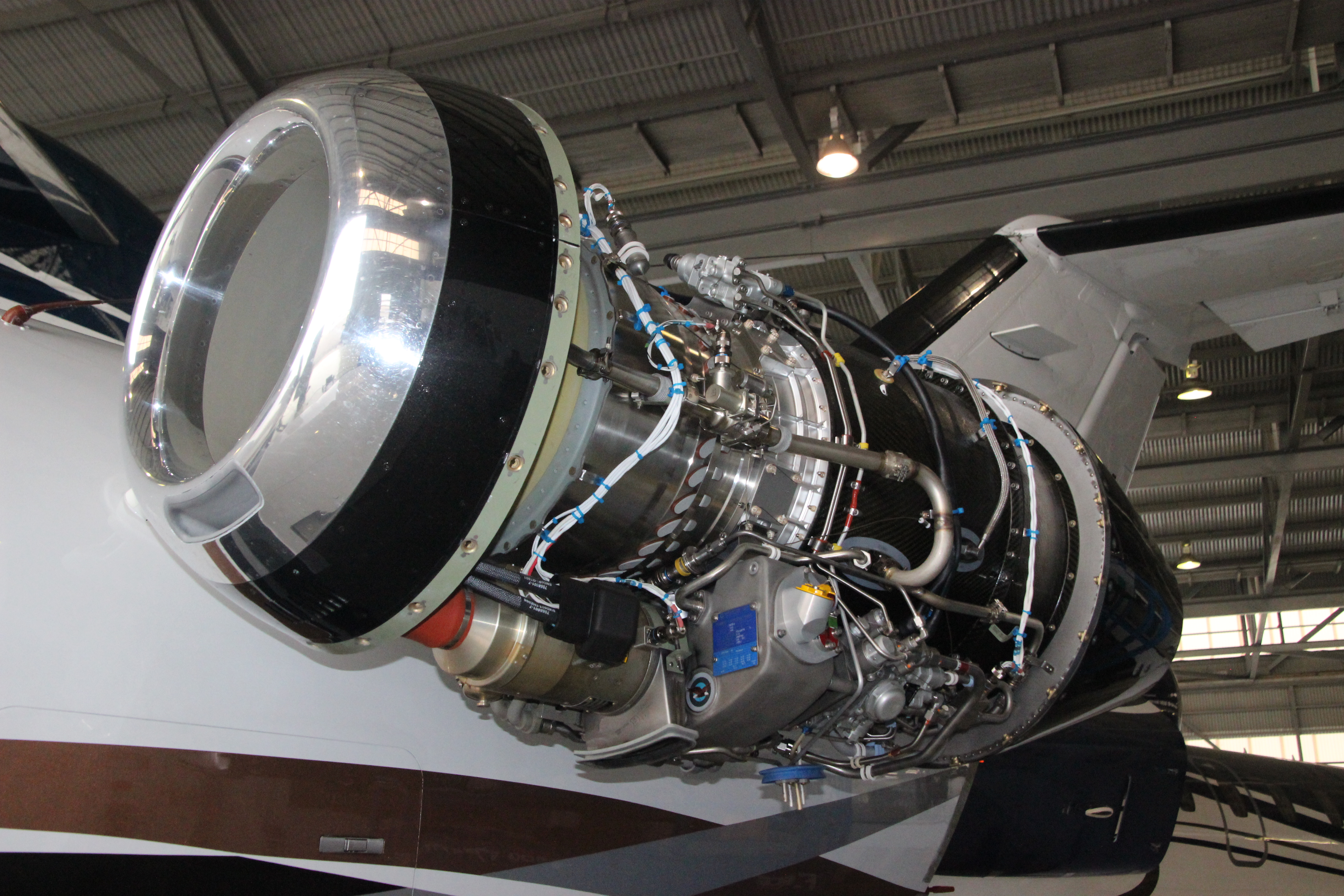
普惠PW615